# 東興之戰
東興之戰，又稱東關之役，是發生于魏少帝嘉平四年、吳少帝建興元年（252年）十一月曹魏征伐东吴的战争。魏出動7萬大軍，兵分三路，向東吳的東西兩個方向進擊。東吳以太傅諸葛恪為統帥，率軍4萬，迎擊向東興進攻的魏軍，殲滅魏軍數萬。

## 背景
孫權令作濡須塢，又於東興（今安徽含山西南）濡須水上築建堤坝，派遣重兵防守，以防曹魏進犯。
建興元年（252年）5月，孫權病逝，十岁的幼子孙亮继位，人心不稳。曹魏大將軍司馬師欲乘機攻吳，東吳大將軍諸葛恪命人修筑大堤，在兩山之間築城兩座，令將軍全端顧守西城（西關），都尉留略堅守東城（東關），以防魏軍襲擊江東。

## 过程
十一月，司馬師下令王昶等三路兵马袭击吴国。十二月，發兵攻打南郡（今湖北省荊州市）、武昌（今鄂州市），命令安東將軍司馬昭為監軍。征東將軍胡遵、鎮東將軍諸葛誕率步騎七萬攻東興，欲毀壞大堤。諸葛誕提議三路進軍伐吳，由王昶、毌丘儉為誘敵各攻打南郡、武昌，諸葛誕與胡遵為主力，率兵七萬架浮橋进攻東興。
東吳軍情告急，甲寅日（253年2月4日）諸葛恪親自率領四萬援軍到東興。並且命冠軍將軍丁奉、破擄將軍呂據、殿中將軍留贊等作前鋒，並且由領軍督尉唐諮作支援，攀山西進以趁機突襲魏軍，但是因为山路狹窄而緩慢前進。東吳大將丁奉親率三千人精兵趕往，下山后改坐舟楫順水而下，兩日到達東興，佔據徐塘，与魏军对峙。

## 结果
当时漫天飘雪，十分寒冷，魏将胡遵等人正在聚会饮酒，毫無戒備，魏軍大寨防守鬆散。丁奉见魏军前部兵力稀少，就对手下人说：“求取封侯赏爵，正在今天。”于是率领三千人精兵，以人馬輕裝突襲魏軍營壘。让士兵们都脱下铠甲，丢掉长矛大戟，只戴着头盔拿着刀和盾牌，裸身爬上堤堰。魏兵看见他们，都大笑不止，而不立即整兵对敌。等到吴兵爬上之后，立即击鼓呐喊，袭击攻破魏军前部营垒。
魏军見狀，便惊恐万分，四散奔逃，争相抢渡浮桥，由于浮桥毁坏断裂而掉入水中，互相践踏着逃跑，落水及互相踐踏的死者有数萬人。魏军前部督韓綜、樂安太守桓嘉等人都淹死在水中。呂據、留贊也率兵即時趕到，一起围剿溃逃的魏军。
韩综是吴国的叛将，孙权常常痛恨得咬牙切齿，诸葛恪命人送回韩综的首级以祭告大帝庙。缴获魏军的车辆、牛马、骡驴等都数以千计，资材器物堆积如山。魏軍毌丘儉、王昶見東興兵敗也燒營溃逃，吳將唐搜出大批魏軍來不及帶走而留下的糧草和兵器，吴军大獲全勝凯旋。

## 禮制
此戰過後，因死傷過多且士兵多淹死水中無法找尋屍體安葬。曹魏葬禮制度一律從簡。

## 后果
司马昭因兵败泄愤杀死司马王仪，自己也因败军之罪被削去新城乡侯爵位。
诸葛恪因功封阳都侯，加扬、荆州二州州牧，督中外诸军事，因战胜而骄傲，随即联络蜀汉发起北伐，在合肥新城一战中不克而还，失去民心，最终為孫峻政變所害。

## 時下引用
此戰在光榮遊戲《真·三國無雙6》開始為晉傳關卡。